# Temporada de furacões no oceano Atlântico de 1955
A temporada de furacões no oceano Atlântico de 1955 foi, na época, a estação mais cara já registada. A temporada de furacões começou oficialmente em 15 de junho de 1955 e terminou em 15 de novembro de 1955. Estava um pouco acima da média, com 13 ciclones tropicais registados. A primeira tempestade, Alice, persistia desde 30 de dezembro de 1954. Alice causou no início de janeiro um impacto relativamente menor ao ser bloqueada pelas Pequenas Antilhas e pelo leste do Mar do Caribe. A tempestade tropical Brenda causou no início de agosto duas mortes e danos menores ao longo da costa do Golfo dos Estados Unidos. A rápida sucessão dos furacões Connie e Diane causou inundações significativas no nordeste dos Estados Unidos, com quase US $ 1 bilhão (1955 USD ) em perdas e pelo menos 232 fatalidades. As próximas três tempestades – furacões Edith e Flora e Tempestade tropical Cinco – causaram um impacto muito pequeno ou nulo. No início de agosto, o furacão Gladys causou graves inundações localizadas no México, principalmente na Cidade do México. Além disso, um sistema de Gladys infligiu um impacto menor no Texas.
O furacão Hilda atingiu a maior ilha das Antilhas e do México. Foi atribuído, pelo menos, 304 mortes e us $120 milhões em perdas. Em meados de setembro, o Furacão Ione atingiu o leste da Carolina do Norte e contribuiu com a inundação de Connie e Diane, resultando em sete mortes e us $88 milhões em danos. Mais tarde, naquele mês, o Furacão Janet, que chegou como um furacão de Categoria 5, assolou vários países adjacentes ao Mar do Caribe, bem como México e Honduras Britânicas. Janet resultou em $ 53,8 milhões em danos e pelo menos 716 mortes. Uma tempestade tropical sem nome no mês de outubro que não impactoou terra. O furacão Katie, a última tempestade, causou pequenos danos em uma área pouco povoada da ilha Hispaniola, totalizando, no mínimo, us $200.000; 7 mortes também foram relatados. Coletivamente, as tempestades causaram 1518 mortes e us $1,2 bilhão em perdas, tornando-o mais caro da temporada no tempo. Um número de registo de nomes de – quatro – estavam retirados nas seguintes época, que mais tarde foi empatado pelas temporadas de 1995, 2004 e 2017, perdendo apenas para a temporada de 2005, quando cinco nomes foram retirados.

## Resumo da temporada
Antes do início da temporada, em 11 de abril de 1955, Gordon Dunn foi promovido a meteorologista-chefe do Miami Hurricane Warning Office. Dunn estava substituindo Grady Norton, que morreu de acidente vascular cerebral enquanto previa o furacão Hazel da temporada anterior. No início de junho, os Hurricane Hunters receberam novos aeronaves de reconhecimento, que continham na época os mais recentes equipamentos de radar e eletrônicos. No final daquele mês, pouco antes do início da temporada de 1955, um projeto de lei foi proposto no Senado dos Estados Unidos para financiar 55 novas estações de radar ao longo da costa leste dos Estados Unidos. Depois que a Câmara dos Deputados dos Estados Unidos aprovou uma lei distribuindo US $ 5 milhões, o Senado contestou a possibilidade de aumentar o financiamento duas vezes para US $ 10 milhão. Eventualmente, os radares foram instalados a partir de julho de 1955. Após as tempestades devastadoras da temporada, particularmente Connie e Diane, uma organização do governo dos Estados Unidos com o objetivo de monitorar ciclones tropicais foi estabelecida em 1956 com US $ 500.000 em financiamento; mais tarde tornou-se o moderno Centro Nacional de Furacões.
A temporada de furacões no Atlântico começou oficialmente em 15 de junho de 1955. Foi uma temporada acima da média em que se formaram 13 ciclones tropicais. Numa estação típica, desenvolvem-se cerca de nove tempestades tropicais, das quais cinco fortalecem com a força de furacão. Todas as treze depressões atingiram o estatudo tempestade tropical e onze atingiram o estatudo de furacão. Seis furacões intensificaram ainda mais em grandes furacões. A temporada estava acima da média, provavelmente por causa de um forte La Niña em andamento. O furacão Alice desenvolveu-se no final de dezembro de 1954, mas persistiu em janeiro de 1955 e foi analisado operacionalmente como tendo se desenvolvido no último. Dentro dos limites oficiais da temporada de furacões, a ciclogênese tropical não ocorreu até 31 de julho, com o desenvolvimento da tempestade tropical Brenda. No entanto, durante o mês de agosto, quatro ciclones tropicais formaram-se – incluindo Connie, Diane, Edith e uma tempestade tropical sem nome. Cinco ciclones tropicais adicionais – Flora, Gladys, Hilda, Ione e Janet – desenvolvidos em setembro. A ciclogênese tropical parou brevemente até que uma tempestade tropical sem nome se formou em 10 de outubro.  A tempestade final da temporada, Katie, dissipou-se em 19 de outubro, quase um mês antes do final oficial da temporada de furacões de 15 de novembro.  Oito furacões e duas tempestades tropicais chegaram a terra durante a temporada e causaram 1.603 mortes e US $ 1,1 bilhões em danos.
A atividade da estação foi refletida com uma classificação acumulada de energia ciclônica (ACE) de 199, que estava acima da média de 96,1 dos anos 1950-2000. O ACE é, em termos gerais, uma medida do poder do furacão multiplicado pelo período de tempo em que ele existe, de modo que tempestades que duram muito tempo, bem como furacões particularmente fortes, têm altos ACEs. É calculado apenas para avisos completos sobre ciclones tropicais com ventos superiores a 39 mph (63) km/h), que é a força das tempestades tropicais.

## Sistemas

### Tempestade Tropical Brenda
Tempestade tropical Brenda desenvolvida no centro-norte do Golfo do México às 0600 UTC em 31 de julho. Durante as próximos 24 horas, a tempestade fortaleceu rapidamente e atingiu a sua velocidade máxima de sustentação do vento de 110 km/h (70 mph) no início de 1 de agosto (embora seja possível que tenha atingido brevemente a intensidade do furacão). Mais tarde naquele dia, Brenda chegou o leste de Nova Orleans, Luisiana, na mesma intensidade. A tempestade enfraqueceu o interior e em 2 de agosto, foi rebaixado para uma depressão tropical. No início de 3 de agosto, Brenda dissipou-se enquanto estava localizada no leste do Texas.
Entre Pensacola, Flórida, e Lake Charles, Luisiana, o total de chuvas foi geralmente de cerca de 100 mm (4 in) ; as inundações, se as houve, foram insignificantes. Foram relatados ventos com força de tempestade tropical, chegando a 50 mph (80 km/h) em Shell Beach, Luisiana, na margem sul do lago Borgne. No mesmo local, marés entre 5 and 6 ft (1.5 and 1.8 m) acima do normal foram medidos. Quatro pessoas foram resgatadas pela Guarda Costeira dos Estados Unidos depois que o rebocador afundou no lago Pontchartrain, enquanto outras três nadaram até à costa. Além disso, duas mortes ocorreram nas proximidades de Mobile, Alabama.

### Furacão Connie
Em 3 de agosto uma onda tropical evoluiu para uma depressão tropical a leste de Cabo Verde. Depois de seis horas, fortaleceu-se na tempestade tropical Connie. Até 4 de agosto, Connie começou a fortalecer-se rapidamente, tornando-se o primeiro grande furacão da temporada naquele mesmo dia. Inicialmente, representava uma ameaça para as Pequenas Antilhas, embora passasse a cerca de 50 milhas (80 km) para o norte. As bandas de chuva externas produziram rajadas de vento com força de furacão e precipitação intensa, atingindo 8,65 polegadas (220 mm) em Porto Rico. Nas Ilhas Virgens Americanas, três pessoas morreram devido ao furacão e algumas casas foram destruídas. Em Porto Rico, Connie destruiu 60 casas e causou danos às culturas. Depois de afetar Porto Rico, Connie virou para o noroeste, atingindo ventos de pico de 230 km/h (140 mph). O furacão enfraqueceu ao desacelerar e virar para o norte, e atingiu a Carolina do Norte em 12 de agosto como um furacão de categoria 2.
Connie produziu ventos fortes, marés altas e fortes chuvas ao desembarcar em terra, causando grandes danos às colheitas e mortes no estado da Carolina do Norte. Connie fez um segundo desembarque na Virgínia e progrediu para o interior até se dissipar em 15 de agosto perto de Sault Ste, Marie, Michigan. Connie é conhecida por ser o único furacão na história registada a atingir a região de Michigan / Grandes Lagos como uma tempestade tropical. Quatro pessoas foram mortas em Washington, DC, devido a um acidente de trânsito. Na baía de Chesapeake, Connie virou um barco, matando 14 pessoas e levando a uma mudança na regulamentação da Guarda Costeira. Houve seis mortes cada na Pensilvânia e Nova Jérsia e onze mortes em Nova Iorque, onde chuvas recordes inundaram casas e metrôs. Pelo menos 225.000 pessoas ficaram sem eletricidade durante a tempestade. Os danos nos Estados Unidos totalizaram cerca de US $ 86 milhões, embora as chuvas de Connie tenham sido um prelúdio para as inundações do furacão Diane. Os remanescentes de Connie destruíram algumas casas e barcos em Ontário e mataram três pessoas em Ontário.

### Furacão Diane
Em 7 de agosto uma onda tropical gerou uma depressão tropical entre as Pequenas Antilhas e Cabo Verde. Em 9 de agosto ele fortaleceu lentamente e tornou-se a tempestade tropical Diane. Após uma interação de Fujiwhara com o furacão Connie, Diane curvou para o norte ou norte-nordeste e rapidamente se aprofundou.  No início de 8 de agosto, a tempestade foi atualizada para um furacão. Apenas algumas horas depois, Diane chegou ao topo de categoria 2 de furacão com ventos de 169 km/h (105 mph). Em 13 de agosto a tempestade retomou o seu movimento oeste-noroeste. O ar mais frio da região fez com que Diane se enfraquecesse ao se aproximar da costa leste dos Estados Unidos. Um radar instalado recentemente na Carolina do Norte observou uma característica ocular, embora pouco definida. No início de 17 de agosto, Diane chegou a terra perto de Wilmington, Carolina do Norte, como uma forte tempestade tropical. A tempestade então moveu-se num movimento parabólico pela Carolina do Norte e pelo Meio-Atlântico antes de ressurgir no Oceano Atlântico em 19 de agosto. Diane seguiu para leste-nordeste até tornar-se extratropical em 20 de agosto.
Apesar do desembarque na Carolina do Norte, o impacto no estado foi pequeno, limitado a chuvas moderadas, marés anormalmente altas e ventos relativamente fortes. Mais ao norte, ocorreram inundações catastróficas na Pensilvânia, Nova Jersey, Nova York e Nova Inglaterra. Dos 287 medidores de fluxo na região, 129 registaram níveis recordes após as inundações da tempestade tropical Diane. Muitos fluxos relataram taxas de vazão que foram mais do que o dobro do registo anterior. A maior parte das inundações ocorreu ao longo de pequenas bacias hidrográficas que subiram rapidamente em poucas horas para o estágio de inundação, ocorrendo em grande parte nas áreas povoadas;  a região em que ocorreram as inundações tinha cerca de 30 milhões de pessoas e 813 casas em geral foram destruídas. As inundações danificaram gravemente casas, estrada, linhas de energia e ferrovias e afetaram vários acampamentos de verão. O dano total às concessionárias foi estimado em US $ 79 milhão. Inundações em áreas montanhosas causaram deslizamentos de terra e destruíram campos agrícolas; as perdas agrícolas foram estimadas em US $ 7 milhão. Centenas de quilômetros de estradas e pontes também foram destruídos, representando US $ 82 milhões em danos.  No geral, Diane causou US $ 754,7 milhões em danos, dos quais US $ 600 milhões estavam na Nova Inglaterra. No geral, havia pelo menos 184 mortes.

### Furacão Edith
Em 21 de agosto uma onda tropical leste evoluiu para uma depressão tropical no Atlântico tropical.  Movendo-se para o oeste-noroeste, a perturbação intensificou-se lentamente, atingindo a força das tempestades tropicais em 1200 UTC em 23 de agosto e, como tal, foi nomeada Edith pelo Weather Bureau. Posteriormente, Edith começou a curvar em direção ao noroeste à medida que se intensificava gradualmente, atingindo a força do furacão em 25 de agosto. O furacão continuou a intensificar à medida que recurvava e acelerava para o nordeste, atingindo o seu pico de intensidade em 28 de agosto como um furacão de categoria com ventos máximos sustentados de 160 km/h (100 mph). Ao mesmo tempo, uma aeronave de reconhecimento relatou uma pressão barométrica mínima de 991 mbar (hPa; 29,27 inHg) no olho da tempestade, enquanto Edith fazia o seu passe mais próximo para Bermuda.  O furacão começou a enfraquecer gradualmente após passar a leste da ilha, antes de se tornar extratropical em 31 de agosto. Mais tarde, o ciclone faria uma volta no sentido dos ponteiro do relógio antes de se dissipar completamente no final de 3 de setembro.  Embora Edith permanecesse no mar, suspeitava-se que o furacão pudesse ter causado a perda do iate Connemara IV, depois que ele se separou dos seus ancoradouros.

### Tempestade Tropical Cinco
Em 23 de agosto um distúrbio fraco foi observado pela primeira vez perto de Grande Caimão, ganhando força das tempestades tropicais em 0600 UTC naquele dia. Movendo-se para o noroeste, a tempestade passou sobre o oeste de Cuba em 24 de agosto, sem muita mudança de intensidade. Uma vez no Golfo do México, a tempestade tropical intensificou-se marginalmente, atingindo a intensidade máxima com velocidades máximas sustentadas do vento de 72 km/h (45 mph) por 1200 UTC em 26 de agosto. Perto da costa do Golfo dos Estados Unidos, o sistema curvava-se para o oeste. Em 27 de agosto a tempestade manteve a sua intensidade até ao desembarque na Luisiana, perto de Nova Orleães.  Movendo-se para o interior, enfraqueceu-se lentamente ao atravessar o centro dos Estados Unidos, degenerando em força de depressão tropical em 29 de agosto e depois dissipando-se sobre o Missouri no dia seguinte.
Ondas fortes geradas pela tempestade causaram marés 4 ft (1.2 m) acima da média, resorts à beira mar sofreram danos levemente prejudiciais.  Os escritórios meteorológicos aconselharam as pequenas embarcações no mar a permanecer no porto devido às ondas fortes.  Mares agitados atingiram a escuna Princess Friday, mas o navio conseguiu superar a tempestade. A tempestade produziu rajadas mais para o interior, causando fortes chuvas. Uma estação meteorológica relatou uma pressão mínima de 1000 mbar (hPa; 29,53 inHg), o mais baixo associado à tempestade tropical. Apesar das fortes ondas e fortes chuvas, apenas pequenos danos foram relatados.

### Furacão Flora
Em 30 de agosto uma onda tropical moveu-se ao longo da Zona de Convergência Intertropical (ITCZ) e passou por Cabo Verde entre 30 de agosto e 31 de agosto. Embora a sede da panair do Brasil em Recife, o Brasil tenha divulgado uma circulação fechada em 30 de agosto, a tempestade tropical Flora não se desenvolveu até às 0600 UTC em 2 de setembro, enquanto estava localizada a cerca de 640 km (400 mi) de Cabo Verde. A tempestade fortaleceu-se a um ritmo constante pelas seguintes 48 horas e atingiu o estatuto de furacão no final de 3 de setembro. Flora seguiu num caminho parabólico, movendo-se inicialmente para oeste-noroeste e depois para noroeste em 4 de setembro. Continuou a intensifica-ser e em 6 de setembro, a tempestade curvou para o norte. Com o tempo, foi relato uma pressão barométrica mínima de 967 mbar (28.6 inHg). No entanto, pode ter sido mais baixo, pois a tempestade não atingiu a sua velocidade máxima sustentada do vento de 169 km/h (105 mph) até 7 de 7 de setembro. Flora manteve essa intensidade enquanto curvava para o nordeste, mas tornou-se extratropical às 0000 UTC em 9 de setembro, enquanto estava localizado a meio caminho entre a Ilha das Flores, nos Açores, e a Ilha Sable, Nova Escócia.

### Furacão Gladys
Em 4 de setembro uma depressão tropical desenvolveu-se no sul do Golfo do México em 1200 UTC. Seis horas depois, fortaleceu-se na tempestade tropical Gladys. A tempestade intensificou-se rapidamente e atingiu o estatuto de furacão em 5 de setembro, aproximadamente 24 horas após o desenvolvimento. Naquela época, Gladys chegou ao topo como um furacão de categoria 1 com ventos máximos sustentados de 121 km/h (75 mph). Mais tarde em 5 de setembro, uma ramificação de Gladys com viragem ciclônica formou-se no norte do Golfo do México e atingiu o Texas em 6 de setembro; pode ter sido um ciclone tropical separado. Inicialmente, Gladys seguiu para o norte-noroeste, mas depois curvou-se para o sul-sudoeste enquanto se aproximava da costa do Golfo do México. No início de 6 de setembro, chegou a Tampico, Tamaulipas, como uma tempestade tropical enfraquecida. O sistema depois dissipou-se rapidamente no interior.
Gladys trouxe chuva até 640 mm (25 in) em Tampico, Tamaulipas. As piores inundações de Gladys ocorreram na Cidade do México. Cerca de 5.000 os moradores foram isolados e precisaram de resgate. A polícia estimou que 2.300 casas foram inundadas com 5 to 7 ft (1.5 to 2.1 m) de água. Cerca de 30.000 famílias foram impactadas pela tempestade. Duas crianças afogaram-se e cinco outras pessoas foram listadas como desaparecidas. No Texas, a maior velocidade sustentada do vento foi de 72 km/h (45 mph) na área de Corpus Christi – Port O'Connor, com rajadas entre 55 and 65 mph (89 and 105 km/h) no mar. A precipitação atingiu o pico de 432 mm (17.02 in) em Flour Bluff, um bairro de Corpus Christi. Inundações na área forçaram "dezenas" de pessoas a evacuar suas casas. As estimativas de danos atingiram US $ 500.000.

### Furacão Ione
No início de 10 de setembro uma onda tropical evoluiu para uma depressão tropical, enquanto estava localizada a meio caminho entre Cabo Verde e as Pequenas Antilhas. Depois de seis horas, a depressão fortaleceu-se na tempestade tropical Ione. Eventualmente, virou-se para o noroeste.  Às 0000 UTC em 15 de setembro, Ione atingiu a intensidade do furacão, enquanto se situava ao norte das Ilhas Leeward. No início de 18 de setembro Ione continuou a apofundar enquanto movia-se para noroeste. A tempestade atingiu a intensidade da categoria 4, com ventos máximos sustentados de 230 km/h (140 mph) e uma pressão barométrica mínima de 938 mbar (27.7 inHg). Por volta do meio-dia do dia seguinte, chegou a Wilmington, Carolina do Norte, como um furacão de categoria 2. Pouco depois de se mudar para o interior, no leste da Carolina do Norte, Ione enfraqueceu-se para uma tempestade tropical. No final de 19 de setembro, Ione ressurgiu no Atlântico perto de Norfolk, Virginia.  No início de 20 de setembro a tempestade fortaleceu-se rapidamente, mas em 21 de setembro migrou para um ciclone extratropical.
Ventos fortes, chuvas fortes e marés anormalmente altas assolaram algumas áreas ao longo da costa leste dos Estados Unidos, especialmente a Carolina do Norte. Em Cherry Point, ventos sustentados atingiram 121 km/h (75 mph), com rajadas de até 172 km/h (107 mph). No geral, os danos foram um pouco mais de US $ 88 milhões, principalmente para culturas e agricultura.  As chuvas no estado atingiram o pico de 422 mm (16.63 in) em Maysville. A tempestade na Carolina do Norte atingiu o pico de 5.3 ft (1.6 m) em Wrightsville Beach. Como resultado, várias estradas costeiras foram inundadas, incluindo uma parte da Rodovia 94 e Rota 264. Sete mortes foram relatadas na Carolina do Norte.  Os remanescentes de Ione trouxeram ventos fortes para o Canadá Atlântico, que quebraram postes, arrancaram árvores, interromperam o serviço telefônico, danificaram as chaminés e causaram falta de energia, especialmente em St. John's, Terra Nova e Labrador.

### Furacão Hilda
Em 12 de setembro uma onda tropical localizada perto das Pequenas Antilhas gerou uma depressão tropical. Estima-se que a depressão tenha intensificado-se na tempestade tropical Hilda no início do dia seguinte. Hilda rapidamente intensificou-se enquanto se deslocava para o oeste num pequeno furacão em 12 de setembro. Embora a tempestade tenha passado ao norte de Hispaniola em 13 de setembro, o prejuízo é desconhecido. Mais tarde naquele dia, Hilda chegou a terra próxima à ponta sudeste de Cuba em 13 de setembro. Lá, choveu forte e produziu ventos fortes que destruíram 80% da safra de café na província do Oriente. Na cidade cubana de Baracoa, no leste, Hilda danificou gravemente a igreja mais antiga do país. O dano totalizou $ 2 milhões em Cuba e houve quatro mortes.
Mais tarde, o furacão atravessou o mar do Caribe, causando danos leves no leste da região pouco povoada da península de Iucatã. Depois de chegar ao Golfo do México, Hilda fortaleceu-se para atingir ventos de pico de 190 km/h (120 mph) no final de 18 de setembro. Antes do furacão se mover em terra, houve uma inundação residual em Tampico do furacão Gladys anterior. Hilda atingiu a cidade no início de 19 de setembro, com rajadas estimadas em 240 km/h (150 mph). A tempestade fez cair fortes chuvas que inundaram 90% de Tampico, enquanto os seus fortes ventos danificado metade das casas,  deixando 15.000 sem teto. Em todo o México, 11.432 pessoas foram diretamente afetadas por Hilda. No geral, a tempestade matou 300 pessoas e causou mais de $ 120 milhão.  Além disso, as faixas externas de Hilda causaram pequenas inundações no sul do Texas, particularmente em Raymondville.

### Furacão Janet
O furacão Janet foi o ciclone tropical mais poderoso da temporada e um dos mais fortes furacões do Atlântico já registados. O furacão formou-se em 21 de setembro a partir de uma onda tropical a este das Pequenas Antilhas. Movendo-se para o oeste através do mar do Caribe, Janet flutuou em intensidade, mas geralmente fortaleceu antes de atingir o seu pico de intensidade como furacão de categoria 5 na escala de furacões Saffir – Simpson com ventos de 282 km/h (175 mph). Em 28 de setembro o intenso furacão atingiu terra nessa intensidade perto de Chetumal, no México. Quando chega a terra, Janet apresenta-se como um furacão de categoria 5, e na Península de Iucatã marcou o primeiro exemplo registado de que uma tempestade tão intensa na bacia do Atlântico chegou a terra numa porção continental, com todas as anteriores tempestades de categoria 5 atingindo as ilhas. Depois de enfraquecer na península de Iucatã, chega à Baía de Campeche, onde em 29 de setembro, fortaleceu um pouco antes de no fim chegar novamente a terra perto de Veracruz. Janet rapidamente enfraqueceu no terreno montanhoso do México antes de se dissipar em 30 de setembro.
Em seus estágios de desenvolvimento, perto das Pequenas Antilhas, Janet causou danos significativos na cadeia de ilhas, resultando em 189 mortes e US $ 7,8 milhões em danos nas Granadinas e Barbados. Enquanto Janet estava no mar central do Caribe, um avião de reconhecimento voou perto da tempestade e foi perdido, com todos os onze tripulantes mortos. Esta foi a única perda que ocorreu em associação com um furacão no Atlântico. Um furação de Categoria 5 após a chegada a terra Península de Iucatã, Janet causou severa devastação em áreas de Quintana Roo e nas Honduras Britânicas. Apenas cinco edifícios em Chetumal, no México, permaneceram intactos após a tempestade. Estima-se que 500 mortes ocorreram no estado mexicano de Quintana Roo. No segundo chegada a terra de Janet perto de Veracruz, ocorreram inundações significativas nos rios, agravando os efeitos causados pelos furacões Gladys e Hilda no início do mês. As inundações deixaram milhares de pessoas presas e mataram pelo menos 326 pessoas na área de Tampico. Os danos causados pelas inundações levariam à maior operação de socorro mexicana já executada pelos Estados Unidos. Pelo menos 1.023 mortes foram atribuídas ao furacão Janet, além de US $ 65,8 milhões em danos.

### Tempestade Tropical Onze
Em 18 de setembro uma onda tropical moveu-se ao largo da costa da África e continuou oeste-noroeste. É possível que o sistema tenha evoluído para uma depressão tropical no dia seguinte, embora a falta de dados tenha impedido essa classificação até 23 de setembro, quando um navio próximo relatou ventos de 35 mph (55) km/h). Em 24 de setembro uma frente fria que se aproximava virou o sistema para o norte. A estrutura foi se organizando gradualmente e depois de virar para o nordeste em 26 de setembro, a depressão intensificou-se numa tempestade tropical. Isso foi baseado num relatório de navio de vento de 72 km/h (45 mph), também estimado como intensidade de pico do sistema. Em 27 de setembro, o sistema tornou-se extratropical e acelerou o seu movimento de avanço, dissipando-se dentro de uma tempestade extratropical maior ao sul da Islândia no dia seguinte.

### Tempestade Tropical Doze
Foi relatado que uma onda tropical passou por Cabo Verde em 4 de outubro. O sistema desenvolveu-se lentamente num vértice, curvando-se na direção geralmente norte. No início de 10 de outubro, dois navios informaram que uma depressão tropical se formou quase a meio do caminho entre os Açores e as Ilhas Sotavento. Após seis horas, a depressão transformou-se numa tempestade tropical. Ao voltar para o nordeste, a tempestade atingiu os seus ventos máximos sustentados de 105 km/h (65 mph); a menor pressão atmosférica registada em relação à tempestade foi de 1,000 mbar (30 inHg), mas o tempo de medição é desconhecido. Embora não tenha ocorrido um enfraquecimento significativo, ele acabou se fundindo com um ciclone extratropical em 14 de outubro, ainda bem a sudoeste dos Açores. Durante o seu estágio extratropical, um navio na área relatou uma pressão atmosférica tão baixa quanto 979 mbar (28.9 inHg).

### Furacão Katie
Um distúrbio na ITCZ evoluiu para uma depressão tropical ao norte do Panamá em 14 de outubro. No início do dia seguinte, a depressão transformou-se na tempestade tropical Katie. O sistema mudou-se geralmente para o nordeste devido à presença de uma forte área de baixa pressão ao longo da costa leste dos Estados Unidos. Mais tarde naquele dia, os Hurricane Hunters observaram um furacão que se intensificava rapidamente, encontrando ventos de 180 km/h (110 mph) e uma pressão de 984 mbar (29.1 inHg) várias horas antes do pico de intensidade. No início de 17 de outubro, Katie atingiu o extremo leste do Sudeste de  Haiti, como um forte furacão de categoria 2 (embora possa ter sido mais forte). Cerca de metade das casas na cidade de Anse-à-Pitres foram destruídas. Do outro lado da fronteira, em Pedernales, República Dominicana, 68 casas foram danificadas. As perdas totais foram de pelo menos US $ 200.000 e 7 fatalidades foram relatadas.
Ao atravessar o terreno montanhoso de Hispaniola, Katie ficou muito desorganizada e rapidamente enfraqueceu-se para uma tempestade tropical no início de 17 de outubro, dentro de algumas horas depois de se mudar para o interior. Mais tarde naquele dia, a tempestade emergiu no Oceano Atlântico, a leste de Puerto Plata, na República Dominicana. Katie começou a acelerar para o nordeste em 18 de outubro. Durante esse período, a tempestade intensificou-se e aproximou-se brevemente da intensidade do furacão, embora não tenha fortalecido ainda mais devido à interação com uma frente fria. Depois de passar a leste das Bermudas em 19 de outubro, a tempestade passou para um ciclone extratropical. Os remanescentes de Katie foram observados pela última vez no dia seguinte.

## Nomes de tempestade
Os seguintes nomes foram usados para ciclones tropicais que atingiram pelo menos a intensidade das tempestades tropicais no Atlântico Norte em 1955. No entanto, duas dessas tempestades ficaram sem nome. As tempestades foram nomeadas Brenda, Connie, Diane, Edith, Flora, Gladys, Hilda, Ione, Janet e Katie pela primeira vez (e apenas no caso de Connie, Diane, Ione e Janet). Os nomes não atribuídos estão marcados em cinza.
| - Alice - Brenda - Connie - Diane - Edith - Flora - Gladys - Hilda - Ione | - Janet - Katie - Linda (sem ser usado) - Martha (sem ser usado) - Nelly (sem ser usado) - Orva (sem ser usado) - Peggy (sem ser usado) - Queena (sem ser usado) | - Rosa (sem ser usado) - Stella (sem ser usado) - Trudy (sem ser usado) - Ursa (sem ser usado) - Verna (sem ser usado) - Wilma (sem ser usado) - Xenia (sem ser usado) - Yvonne (sem ser usado) - Zelda (sem ser usado) |

### Nomes retirados
Connie, Diane, Ione e Janet seriam aposentadas mais tarde. A temporada de 1955 está ligada às temporadas de 1995, 2004 e 2017 para o segundo maior número de tempestades retirados após uma única temporada na bacia do Atlântico, superada apenas em 2005, que teve cinco nomes retirados.

## Efeitos da estação
Esta é uma tabela de todas as tempestades que se formaram na temporada de furacões no oceano Atlântico de 1955, além do furacão Alice. Inclui duração, nomes, áreas de terra, denotadas entre parênteses, danos e totais de óbitos. As mortes entre parênteses são adicionais e indiretas (um exemplo de morte indireta seria um acidente de trânsito), mas ainda estavam relacionadas a essa tempestade. Danos e mortes incluem totais enquanto a tempestade era extratropical, uma onda tropical ou baixa, e todos os valores de danos estão em USD de 1955.
| Escala de Furacões de Saffir-Simpson |    |    |   |   |   |   |   |
| DT                                   | TS | TT | 1 | 2 | 3 | 4 | 5 |

| Brenda                | 31 de julho – agosto 3   | Tempestade tropical | 110 (70)  | 998  | Luisiana, Flórida, Alabama                                                                       | Menor              | 2      |  |
| Connie                | 3 de agosto – 15         | Furacão categoria 4 | 220 (140) | 944  | Ilhas de Sotavento, Porto Rico, Carolina do Norte, Médio Atlântico, Nova Inglaterra, Canadá      | $86 milhões        | 74     |  |
| Diane                 | 7 de agosto – 21         | Furacão categoria 2 | 165 (105) | 969  | Carolina do Norte, Médio Atlântico, Nova Inglaterra                                              | $754.7 milhões     | ≥184   |  |
| Edith                 | 21 de agosto – 31        | Furacão categoria 2 | 155 (100) | 967  | Nenhum                                                                                           | Nenhum             | Nenhum |  |
| Cinco                 | 25 de agosto – 28        | Tempestade tropical | 75 (45)   | 1000 | Luisiana, Flórida, Alabama                                                                       | Menor              | Nenhum |  |
| Flora                 | 2 de setembro – 9        | Furacão categoria 2 | 165 (105) | 967  | Nenhum                                                                                           | Nenhum             | Nenhum |  |
| Gladys                | 3 de setembro – 6        | Furacão categoria 1 | 150 (90)  | 996  | México Ocidental, Península de Iucatã                                                            | $500 thousand      | Nenhum |  |
| Ione                  | 10 de setembro – 21      | Furacão categoria 4 | 220 (140) | 938  | Ilhas de Sotavento, Carolina do Norte, Virgínia, Terra Nova                                      | $88 milhões        | 7      |  |
| Hilda                 | 12 de setembro – 20      | Furacão categoria 3 | 205 (125) | 952  | Ilha de São Domingos, Cuba, Ilhas Cayman, Península de Iucatã, Continente do México              | $120 milhões       | 304    |  |
| Janet                 | 21 de setembro – 30      | Furacão categoria 5 | 280 (175) | 914  | Barbados, Ilhas de Barlavento, Hondura Britânicas, Península de Iucatã, Continente do México     | $65.8 milhões      | 1,023  |  |
| Onze                  | 23 de setembro – 27      | Tempestade tropical | 75 (45)   | 1012 | Nenhum                                                                                           | Nenhum             | Nenhum |  |
| Doze                  | 10 de outubro – 14       | Tempestade tropical | 100 (65)  | 995  | Nenhum                                                                                           | Nenhum             | Nenhum |  |
| Katie                 | 14 de outubro – 19       | Furacão categoria 2 | 175 (110) | 984  | América Central, República Dominicana, Ilha de São Domingos, Porto Rico, Cuba, Bahamas, Dominica | $200 thousand      | 7      |  |
| Agregado da temporada |                          |                     |           |      |                                                                                                  |                    |        |  |
| 13 sistemas           | 31 de julho – outubro 19 |                     | 280 (175) | 914  |                                                                                                  | $1,115 mil milhões | 1601   |  |